# Mónica Carabias
Mónica Carabias Álvaro  (Madrid, 3 de noviembre de 1969) es una historiadora del arte e investigadora española especializada en fotografía y nuevos medios. Nombrada en enero de 2025, directora del Centro Nacional de Fotografía.

## Trayectoria profesional
Doctora en Historia del Arte Contemporáneo en la Universidad Complutense de Madrid.  Forma parte del Instituto de Investigaciones Feministas y dirige el Programa de doctorado de Género en la Universidad Complutense de Madrid desde el año  2019. Es miembro del grupo de investigación "Fuentes literarias para la historia de las mujeres".

### Formación
Licenciada en Historia del Arte en la especialidad de Arte Contemporáneo en la Facultad de Geografía e Historia de la Universidad Complutense de Madrid y  Doctora en Historia del Arte Contemporáneo en la misma universidad en el año 2003. Se especializó en Conservación y Restauración del Patrimonio Arquitectónico y Urbano en la Universidad Politécnica de Madrid (UPM) en el año 1997. Becaria F.P.I Ayudas para contratos predoctorales para la formación de doctores. (1998-2003/UCM) Posteriormente realizó diversas estancias formativas en la Universidad de La Habana y la London Metropolitan University.

### Docencia
Docente en Arte Contemporáneo en Grado y Master Estudios Avanzados en Historia del Arte Español e Historia en Arte Contemporáneo y Cultura Visual, Museo Nacional  Universidad Complutense de Madrid Facultad de Geografía e Historia, en el departamento de Historia del Arte.
Su labor de docencia se implementa con una labor de investigación en diferentes materias e instituciones. Miembro del Consejo Editorial de la revista Investigaciones Feministas (UCM). Investigadora tiempo completo en proyectos competitivos CSIC. IP: “Recuperación historiográfica de la figura de Ángel Fuentes (1955-2014). El estado de Conservación y restauración de la fotografía, sus procedimientos y usos en la creación artística contemporánea” (Ref.: 492/2016). Miembro del Comité Científico del V Congreso Internacional de Fotografía Contemporánea CONFOCO 2018.

### Instituciones y jurados
Ha sido conservadora de la Real Sociedad Fotográfica de Madrid  en los años 2001-2003. En los años 2008 al 2011 fue miembro de la Comisión Técnica Fundación Provincial Artes Plásticas Rafael Botí. Coordinadora del Proyecto Museográfico-Museológico para el MAC  en el año 2011 y Coordinadora Técnica de Exposiciones en el MAC en los años 2007-2011. Ha formado parte de diversos jurados de fotografía como  III Premio Internacional Fotografía Contemporánea Pilar Citoler en el año 2008. Descubrimientos PHOTOESPAÑA (2009/2011); Premio Nacional de Fotografía 2014, Vocal en los jurados: Premio Nacional de Restauración y Conservación de Bienes Culturales 2017.
En 2025, fue nombrada directora del Centro Nacional de Fotografía. Dicho centro está ubicado en la antigua sede del Banco de España en Soria, y está prevista su apertura en 2026 tras una inversión de casi 8,5 millones de euros.

## Comisariado de exposiciones
Desde el año 2000, su labor docente se ha extendido y complementado con una labor de comisariado de exposiciones en instituciones y museos, bajo una lectura historicista recuperando archivos y fotógrafos.
Una de las primeras exposiciones que comisarió en el año 2005 fue la titulada Mujeres modelos. Mujeres de moda (1860-1940) en el Museo Nacional del Traje del Ministerio de Cultura y la exposición Trampas para incautos. del fotógrafo Carlos Pérez Siquier, en la Sala Puertanueva, Fundación Provincial de Artes.
En el año 2006 comisarió varias exposiciones como la exposición de fotografía con el título La Escuela de Madrid. Fotografías 1950-1975 en el Museo de Arte Contemporáneo de Madrid [MAC] y la exposición de la fotógrafa madrileña Ouka Leele  titulada "Pulpo´s Boulevard. Ouka Leele en su laberinto," en la Sala Alcalá 31 de la Comunidad de Madrid.
En el año 2008, organizó, conmemorando los 50 años del Mayo del 68 francés, la exposición Prohibido Prohibir , este título fue tomado de uno de los emblemáticos eslóganes del Mayo del 68, la exposición constaba de  fotografías tomadas durante la revuelta estudiantil por Mario Muchnik, dicha exposición se llevó a cabo en el Palacio de la Merced de la  Diputación de Córdoba.    
La exposición histórica Retratos de la contienda 1937 con fotografías de Kati Horna, se celebró en el año 2009 en el Palacio de la Merced de la Diputación de Córdoba.  El retrato americano de la sociedad española en 1950  con imágenes del Archivo UNED se celebró en el año 2011.
La exposición de  El rostro, el instante y el lugar,  de la pionera del fotoperiodismo Joana Biarnés, constaba de una selección de imágenes que se presentan como el espejo de una época determinada  de la vida pública española durante las décadas del  período franquista en el Museu d´Art Jaume Morera de Lleida en el año 2016.

### Selección de publicaciones dedicadas a las mujeres en las artes y la historia.
Libros.
(2000)  Lady Clementina Hawarden, una fotógrafa olvidada (1822-1865). Madrid, Ediciones Clásicas/Ediciones del Orto, Serie Biblioteca de Mujeres núm., 17. 2000, 93 págs., ISBN: 84-7923-230-7.
(2001)  Rosario Sánchez Mora, la dinamitera (1919-). Historia de una mujer soldado en la Guerra Civil española. Madrid, Ediciones Clásicas/Ediciones del Orto, Serie Biblioteca de Mujeres núm., 28. 2001, 92 págs., ISBN: 84-7923-260-9.
(2002) Tratado fotográfico sobre el retrato femenino. Antonio Cánovas Kaulak o el arte de la belleza. Instituto de la Mujer, Ministerio de Trabajo y Asuntos Sociales, Madrid, 2002, 50 págs., ISBN: 84-932548-0-0.
(2003) Imágenes de una metáfora circunstancial: la mujer falangista como mujer moderna: (Y, revista para la mujer, 1938-1940). Tesis doctoral dirigida por Luis Jaime Brihuega Sierra (dir. tes.) Universidad Complutense de Madrid (2003). Resumen Tesis en acceso abierto en: E-Prints Complutense.
(2005) CARABIAS ÁLVARO, M. y BRIHUEGA SIERRA, L.J. Mujeres modelos, mujeres de moda: 1850-1940. Madrid, Aldeasa, 2005, 83 págs. ISBN.: 84-8003-552-8.
(2010)  Mujeres modernas de Falange, 1938-1949. Y. Revista para la mujer. Fundación Provincial de Artes Plásticas Rafael Botí, Córdoba, 2010, 497 págs., ISBN: 978-84-8154-247-9.
(2012. La ciudad de las damas en imágenes. Selección de textos de Cristina de Pizán y fotografías de Ana Yturralde [SEGURA GRAÍÑO, C., Introducción]. Editorial Almudayna, Serie Querella-ya núm., 11. Madrid, 2012, 141 págs., ISBN: 978-84-87090-67-7.
Capítulos de libros
(2001)  "Códigos para la autorrepresentación femenina en la fotografía española de los 90" en LÓPEZ F. CAO, M. [Editora]. Geografías de la mirada: género, creación artística y representación. Colección Instituto de Investigaciones Feministas de la UCM, núm., 3. Comunidad Autónoma de Madrid y Servicio de Publicaciones Universidad Complutense de Madrid. Madrid, 2001, págs. 197-219. ISBN: 84-87090-28-1/ISBN.: 84-451-2004-2.
(2003)  "La imagen de la Eva moderna como espejismo: una nueva iconografía y semántica para la mujer falangista" en VV.AA. Imágenes de mujer en la plástica española del siglo XX [Catálogo de exposición]. Ed. I.A.M. y Gobierno de Aragón/Dep. de Cultura y Turismo. Zaragoza 2003, págs., 83-94. ISBN: 84-7753-812-3.
(2003)  Mónica. "Las Madonnas se visten de rojo. Imágenes de paganismo y religiosidad en la Guerra Civil Española" en NASH, M. y TAVERA GARCÍA, S. [Editoras]. Las mujeres y las guerras: el papel de las mujeres en las guerras de la Edad Antigua a la Contemporánea. Editorial Icaria & Antrazyt, Colección mujeres, voces y propuestas núm., 189. Barcelona 2003, págs., 229-238. ISBN: 84-7426-623-8. 
(2003) . "La imagen de la Eva moderna como espejismo: una nueva iconografía y semántica para la mujer falangista" en VV.AA. Imágenes de mujer en la plástica española del siglo XX [Catálogo de exposición]. Ed. I.A.M. y Gobierno de Aragón/Dep. de Cultura y Turismo. Zaragoza 2003, págs., 83-94. ISBN: 84-7753-812-3. 
(2003)  "Las Madonnas se visten de rojo. Imágenes de paganismo y religiosidad en la Guerra Civil Española" en NASH, M. y TAVERA GARCÍA, S. [Editoras]. Las mujeres y las guerras: el papel de las mujeres en las guerras de la Edad Antigua a la Contemporánea. Editorial Icaria & Antrazyt, Colección mujeres, voces y propuestas núm., 189. Barcelona 2003, págs., 229-238. ISBN: 84-7426-623-8. 
(2004) “Beppo o las mujeres pintadas”, en BRIHUEGA SIERRA, J., y CARABIAS ALVARO, M. Beppo o las mujeres pintadas [Catálogo de exposición]. Ed. Ayuntamiento Villa del Río/Diputación de Córdoba/Fundación Provincial de Artes Plásticas Rafael Botí. Córdoba, 2004, ISBN: 84-8154-095-1 [publicación s/p]
(2006) . “Una hacedora de imágenes. El universo de Ouka Leele: encuentros y pasiones en la peluquería”, en BRIHUEGA SIERRA, J., CARABIAS ALVARO, M. y LOMBA, C. Pulpo´s Boulevard. Ouka Leele en su laberinto [Catálogo de exposición]. Comunidad de Madrid. Madrid 2006, págs., 16-33, ISBN: 84-451-2896-5.
(2007) . “Reflexiones sobre el sentido de eternidad en la imagen fotográfica. Trajes, novias y fotos en la historia”, en DE ANDRÉS PÉREZ, C; HERRANZ RODRÍGUEZ, C; CARABIAS ÁLVARO, M.; MARTÍNEZ, R.; DOMENECH COULLAUT, I.; SANTAMERA CERCEDA, C. Mujeres de Blanco [Catálogo de exposición]. Edita Museo del Traje/Subdirección General de Promoción de Bellas Arte, Publicaciones, Información y Documentación. Madrid 2007, págs., 18-23. ISBN: 978-84-8181-350-0.
(2008)  “Epifanía de la mirada”, en CARABIAS ALVARO, M., SALAZAR, O. y MUÑOZ MORALES, M. Mujeres. 23ºN, 82º 30´O [Catálogo de exposición]. Vicerrectorado de Estudiantes y Cultura. Dirección General de Cultura y el Servicio de Publicaciones de la Universidad de Córdoba, Campus de Rabanales, Córdoba, 2008, págs.,21-26, ISBN: 978-84-7801-908-3.
(2008)  “Imágenes para una colección”, en ALAMINOS LOPEZ, E., CARABIAS ALVARO, M. y CABAÑAS LOPEZ, M. Artistas y Fotógrafos. Imágenes para una colección [Catálogo de exposición]. Museo de Arte Contemporáneo de Madrid. Madrid, págs., 21-40; 50-183, 2008. ISBN: 978-84-7812-695-8. 
(2009) CARABIAS ÁLVARO, M. y HORNA, K. Retratos de la Contienda 1937. Fotografías de Kati Horna [Catálogo de exposición]. Diputación de Córdoba, Delegación de Cultura. Córdoba, 2009, 80 págs., ISBN.: 978-84-693-4056-1.
(2010)  “La mirada interior: el despertar en el desván del anticuario. El recurso del alma como principio de la actividad fotográfica española en las décadas cincuenta y sesenta” en CABAÑAS BRAVO, M., DE HARO GARCÍA. N. y MURGA CASTRO, I. Analogías en el arte, la literatura y el pensamiento del exilio español de 1939. Consejo Superior de Investigaciones Científicas, Biblioteca de Historia del Arte núm., 18. Madrid 2010, págs., 119-134. ISBN.: 978-84-00-09148-4. 
(2012)  “La obra fotográfica de Luisa Rojo: una apuesta por la modernidad y el valor de la imagen femenina” en FRANCO, G., FUENTES y DIAZ, P. (Editoras). Impulsando la historia desde la historia de las mujeres. Universidad de Huelva, Colección Collectanera núm., 177, 2012, págs., 459-467, ISBN.: 978-84-15633-34-1. 
(2013) . “El uso de la tecnología en la obra de Marisa González: reinventando las ideas, reciclando los conceptos” en CRESPO FAJARDO, J.L. [Coordinador]. Estéticas del Media Art. 2013, págs., 133-160 [PUBLICACIÓN DIGITAL].
(2014)  “La Galería Spectrum de Zaragoza (1977-). Una historia de estímulos y hallazgos” en CABAÑAS BRAVO, M. y RINCÓN GARCÍA, W. [Editores]. Las redes hispanas del arte desde 1900. Madrid, Biblioteca de Historia del Arte núm., 22, Consejo Superior de Investigaciones Científicas, 2014, págs., 167-181, ISBN: 978-84-00-09206-1.  
(2014) CARABIAS ALVARO, M. y RAMOS GARCÍA, F.J. Joana Biarnés. El rostro, el instante y el lugar [Catálogo de exposición]. Ayuntamiento de Tarrasa, 2014, 125 págs., ISNB.: 978-84-15421-08-5. 
(2016) CARABIAS ALVARO, M; GARCÍA RAMOS, F.J., “La Flor del Narciso. Entre el arte y la ciencia. Una ventana abierta a la obra de Anna Atkins y Evangelina Esparza” en CABAÑAS BRAVO, M; MURGA CASTRO, I., [Editores]. Arte en Real Jardín Botánico: Patrimonio, Memoria y Creación. Ediciones Doce Calles, Madrid, 2016, pp. 85-97, ISBN.:978-84-9744-199-5.
(2016) “Ojos de mujer. Aproximación a medio siglo de creación fotográfica en España” en ALFEO ALVAREZ, L. y DELTELL ESCOLAR, J.C. [Editores]. La mirada mecánica, 17 ensayos sobre la imagen fotográfica. Editorial Fragua, Serie Biblioteca de Ciencias de la Comunicación núm., 94, Madrid, 2016, págs. 147-166, ISBN: 9788470746802.
(2016)  “Más allá de los ojos del fotógrafo y de los límites de la hermenéutica: las narrativas ficcionales” en EGUIZÁBAL, R. [Editor]. Metodologías 2. Editorial Fragua, Colección Biblioteca Ciencias de la Comunicación núm., 103. Madrid, págs., 11-30, 2016, ISBN.: 978-84-7074-725-0.
(2017) . “Apunta dispara. Fotografía y Guerra” en MARTINEZ RUIZ, E.., CANTERA MONTENEGRO, J., DE PAZZI PI CORRALES, M. [Coordinadores]. La Guerra en el Arte. Editorial Universidad Complutense y Ministerio de Defensa, Madrid 2017, págs., 671-688, ISBN.; 978-84-6089-459-9.
(2017) “Arles 78. Tentativas para la formulación pública de la Fotografía Española: entre la “áspera España” y la moderna y moderna” en RINCÓN GARCIA, W., y CABAÑAS BRAVO, M., [Editores]. Imaginarios en conflicto: Lo español en los siglos XIX y XX. Biblioteca de Historia del Arte XX, núm., 26. Consejo Superior de Investigaciones Científicas, Madrid, 2017, págs., 161-176, ISBN: 978-84-00-10231-9.
(2018)  “Modelos y contramodelos a través de la creación artística. Ser mujer o la utopía del arte” en MEJÍAS, C. [Editora]. Hilos Violeta. Nuevas propuestas feministas. Un diálogo abierto. Instituto Investigaciones Feministas, Madrid, 2018, ISBN.: 978-84-09-02059-1, págs., 381-382.    
(2018)  Coordinación Monográfico “Mujeres sujeto y objeto del arte de posguerra” [CARABIAS ALVARO, M., Coordinadora], en Revista Investigaciones Feministas, VOL. 9 (1), 2018, Universidad Complutense de Madrid, ISSN-e 2171-6080. 
(2018)  “Entre la militancia y la narración de historias” en Letra Internacional. Revista Científica. Núm., 126. Fundación Pablo Iglesias, Madrid, 2018, págs. 23-33, ISSN: 0213-4721. 
(2018) . “La persistente invisibilidad de las mujeres en el arte” en Mujeres sujeto y objeto del arte de posguerra. Revista Investigaciones Feministas, Madrid, Vol. 9. Núm., 1 (2018), ISSN-e 2171-6080.      
Revistas especializadas de fotografía:
(2001)  “El arte y la fotografía, refugios tolerados para la deformación social de la imagen femenina” en Arte, individuo y sociedad, núm., 13, 2001, págs. 123-142, ISSN 1131-5598.
(2012)  “Fotografía experimental en España. La obra de Luisa Rojo, intervención y abstracción en Arte, individuo y sociedad. Vol. 24, núm., 2, 2012, págs. 227-249, ISSN 1131-5598.
(2014) CARABIAS ÁLVARO, M. y GARCÍA RAMOS, F. : “Los ojos visibles de Juana Biarnés: Historia de un comienzo (1950-1963)”, en ASRI: Arte y sociedad. Revista de investigación. Núm., 7, 2014, Universidad de Málaga, E-ISSN 2174-7563. PUBLICACIÓN DIGITAL. Disponible en: https://eumed.net/
(2014)  “Alicia, entre la realidad y la ficción: fotografías de Lewis Carroll y Victoria Sorochinski” en ASRI. Arte y sociedad. Revista de investigación. Núm., 4, 2013. Universidad de Málaga, ISSN-e 2174-7563. 
(2016)  “Disparos fotográficos en el marco del conflicto. España, 1936-1939” en ASRI. Arte y sociedad. Revista de investigación. Núm., 11, octubre, 2016. Universidad de Málaga, ISSN-e ISSN.: 2174-7563